# Ashoro
Ashoro (jap. 足寄町 Ashoro-chō) – miasto w Japonii, w prefekturze Hokkaido, w podprefekturze Tokachi. Według danych na rok 2020 miejscowość zamieszkiwało 6 563 mieszkańców , a gęstość zaludnienia wyniosła 4,7 os./km².